# 新疆菥蓂
新疆菥蓂（学名：Thlaspi ferganense）为十字花科菥蓂属下的一个种。

## 扩展阅读
- 維基物種上的相關：新疆菥蓂